# Miljöräddningssläp
Miljöräddningssläp är ett bogserat släp med i förväg iordningställd utrustning för miljöräddning, som används inom svenska Sjöräddningssällskapet och tillverkas av Marine Alutech i Tykö i Finland.
Syftet med miljöräddningssläpen är att inom kortast möjliga tid efter ett upptäckt oljeutsläpp inringa utsläppet med länsar för att förhindra vidare spridning. Oljesaneringen utförs därefter genom Kustbevakningens eller kommunala räddningstjänsters försorg. Miljöräddningssläpen introducerades på Sjöräddningssällskapets räddningsstationer under en fyraårsperiod 2008-2012. År 1922 fanns 21 enheter utplacerade. De olika räddningsstationernas personal utbildades i Nynäshamn.
Släpet har ingen egen drivkraft, utan bogseras. Anskaffandet av miljösläpen är en satsning inom Sjöräddningssällskapet, som inleddes 2007, vilken går ut på att Sjöräddningssällskapet ska bistå Kustbevakningen med miljöräddning. Satsningen har blivit möjlig tack vare en donation på tre miljoner kronor av Nynäs Petroleum och av Försvarsmakten donerade släp. De olika räddningsstationernas personal har utbildats i Nynäshamn.
Vid larm ska ett miljöräddningssläp vara iväg inom 30 minuter.

## Utrustning per släp
- 200 meter högsjöläns
- 25 meter absorberingsläns
- Drivankare
- Två ankaruppsättningar

## Lokalisering
- Räddningsstation Strömstad
- Lysekil
- Räddningsstation Skärhamn
- Räddningsstation Rörö
- Räddningsstation Bua
- Räddningsstation Höganäs
- Räddningsstation Falsterbokanalen
- Räddningsstation Ystad
- Räddningsstation Kalmar
- Räddningsstation Arkösund, Norrköping)
- Räddningsstation Nynäshamn
- Kapellskär
- Räddningsstation Öregrund
- Räddningsstation Gävle
- Räddningsstation Söderhamn
- Räddningsstation Sundsvall
- Räddningsstation Holmsund
- Räddningsstation Hammarö
- Räddningsstation Munsö
- Räddningsstation Västerås
- Räddningsstation Visingsö